# Īlvār-e Panj Dāngeh
Īlvār-e Panj Dāngeh (persiska: يلوارِ پَنج دانگِه) är en ort i Iran.   Den ligger i provinsen Golestan, i den norra delen av landet, 280 km öster om huvudstaden Teheran. Īlvār-e Panj Dāngeh ligger 7 meter över havet och antalet invånare är 442.
Terrängen runt Īlvār-e Panj Dāngeh är varierad. Runt Īlvār-e Panj Dāngeh är det ganska tätbefolkat, med 207 invånare per kvadratkilometer. Närmaste större samhälle är Bandar-e Torkaman, 16,0 km nordväst om Īlvār-e Panj Dāngeh. Trakten runt Īlvār-e Panj Dāngeh består till största delen av jordbruksmark.